# Sarma, Manisa
Sarma là một xã thuộc huyện Manisa, tỉnh Manisa, Thổ Nhĩ Kỳ. Dân số thời điểm năm 2011 là 372 người.